# Lake Varaždin
Lake Varaždin är en reservoar i Kroatien. Den ligger i den nordöstra delen av landet, 60 km nordost om huvudstaden Zagreb. Lake Varaždin ligger 166 meter över havet. Arean är 10,0 kvadratkilometer. Trakten runt Lake Varaždin består till största delen av jordbruksmark. Den sträcker sig 2,7 kilometer i nord-sydlig riktning, och 8,0 kilometer i öst-västlig riktning.
Följande samhällen ligger vid Lake Varaždin:
- Kuršanec (1 320 invånare)
- Šemovec (924 invånare)
- Bartolovec (782 invånare)
- Novo Selo na Dravi (622 invånare)